# Christoph Marcinkowski

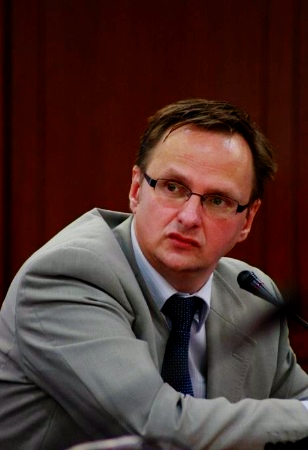
Christoph Marcinkowski

Christoph Marcinkowski (* 21. Mai 1964 in West-Berlin; früher M[uhammad] Ismail Marcinkowski) ist ein deutscher Islamwissenschaftler und Iranist mit dem Forschungsschwerpunkt Geschichte und Gegenwart des schiitischen Islams.

## Leben
Christoph Marcinkowski studierte bis 1993 Islamwissenschaft, Iranistik und Politische Wissenschaft an der Freien Universität Berlin. 1998 wurde er an der International Islamic University Malaysia, Kuala Lumpur, mit einer Arbeit über Staatsverwaltung im safawidischen Iran promoviert.
Es folgte eine mehrjährige Forschungs- und Lehrtätigkeit in Singapur und Malaysia, unter anderem ab 2002 als Associate Professor für Geschichte am International Institute of Islamic Thought and Civilization (ISTAC) in Kuala Lumpur. 2004 bis 2005 arbeitete er am Center for Iranian Studies der Columbia University, New York, unter der Leitung von Ehsan Yarshater als beitragender Autor an der Encyclopædia Iranica mit. Bis ca. 2006 veröffentlichte er unter dem Namen M. Ismail Marcinkowski, seither als Christoph Marcinkowski.
Von 2006 bis 2007 forschte und lehrte er zur Geschichte und Gegenwart der Schia in Südostasien, zur Außenpolitik und zum Atomprogramm des Iran sowie zu sicherheitspolitischen Aspekten im Persischen Golf, im Libanon und im Irak an der S. Rajaratnam School of International Studies (RSIS, früher bekannt als Institute of Defence and Strategic Studies, IDSS), der Denkfabrik von Singapurs Nanyang Technological University (NTU), sowie am Asia Research Institute (ARI) der National University of Singapore (NUS). Ab 2007 war er Research Fellow am Asia-Europe Institute (AEI) der Universität Malaya, ab 2008 Principal Research Fellow und Leiter der Abteilung für Veröffentlichungen des malaysischen International Institute of Advanced Islamic Studies (IAIS) in Kuala Lumpur.
Nach seiner Rückkehr nach Deutschland wurde Marcinkowski Anfang 2013 Referent für Menschenrechte und Religionsfreiheit beim katholischen Missionswerk missio in Aachen. Sein besonderes Interesse gilt dem Schicksal religiöser und ethnischer Minderheiten in der islamischen Welt. Seit 2015 ist Marcinkowski als selbstständiger Forscher und Politikberater mit Schwerpunkt Terrorismusbekämpfung, Extremismus und internationale Sicherheit in Berlin tätig. Er ist außerdem Gastmitwirkender bei der US-amerikanischen Denkfabrik Middle East Institute (MEI).

## Rezeption
Edwin Paul Wieringa kritisierte in einer Besprechung von Marcinkowskis Buch Shi’ite Identities (2010), dass dieser den schiitischen Islam „hauptsächlich aus politischer und militärischer Perspektive als Sicherheitsfrage betrachtet“. Er warf ihm „Orientalismus“ (im Sinne Edward Saids) und „anti-islamische Ausbrüche“ vor. Diese erschienen besonders seltsam, da sich Marcinkowski noch wenige Jahre zuvor selbst öffentlich als Muslim identifiziert habe. Nun vertrete er hingegen eine explizit katholische Gesinnung.

## Schriften
Als Autor

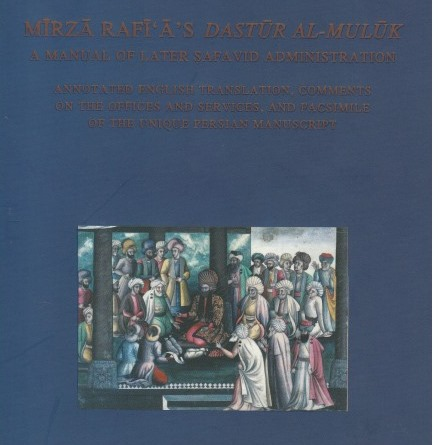
Cover von Mirza Rafia's Dastur al-Muluk, 2002

- Religion and Politics in Iraq. Shi’ite Clerics between Quietism and Resistance. Mit einem Vorwort von Hamid Algar. Pustaka Nasional, Singapur 2004, ISBN 9971-77-513-1 (erweiterte englische Übersetzung von Marcinkowskis Taqiya versus Wilayat al-Faqih: Die schiitischen Theologen Iraks und ihr Verhältnis zur Staatsmacht. MA-Arbeit, Freie Universität Berlin, 1992).
- From Isfahan to Ayutthaya: Contacts between Iran and Siam in the 17th Century. Mit einem Vorwort von Ehsan Yarshater. Pustaka Nasional, Singapur 2005.
- Shi’ite Identities. Community and Culture in Changing Social Contexts (= Freiburg Studies in Social Anthropology. Band 27). Lit, Münster 2010, ISBN 978-3-643-80049-7.
- mit Nora S. Eggen: Islam in Europe: Present Trends and Future Challenges (= IAIS Monograph. Band 4). International Institute of Advanced Islamic Studies (IAIS) Malaysia, Kuala Lumpur 2012, ISBN 978-967-10065-4-2.
- Bahrain (= Länderberichte Religionsfreiheit. Heft 25). missio, Aachen 2014, ISSN 2193-4339 (PDF; 750 kB).
- Katar (= Länderberichte Religionsfreiheit. Heft 26). missio, Aachen 2014, ISSN 2193-4339 (PDF; 736 kB).

Als Herausgeber
- The Islamic World and the West: Managing Religious and Cultural Identities in the Age of Globalisation (= Freiburg Studies in Social Anthropology. Band 24). Lit, Münster 2009, ISBN 978-3-643-80001-5.
- Malaysia and the European Union: Perspectives for the Twenty-First Century (= Freiburg Studies in Social Anthropology. Band 32). Lit, Münster 2011, ISBN 978-3-643-80085-5.

Als Übersetzer bzw. Kommentator
- Mirza Rafi‘a’s Dastur al-Muluk: A Manual of Later Safavid Administration. Annotated English Translation, Comments on the Offices and Services, and Facsimile of the Unique Persian Manuscript. ISTAC, Kuala Lumpur 2002.
- Measures and Weights in the Islamic World. An English Translation of Professor Walther Hinz‘s Handbook „Islamische Maße und Gewichte“. Mit einem Vorwort von Clifford Edmund Bosworth. ISTAC, Kuala Lumpur 2003. (Autorisierte englische Übersetzung des deutschen Originals von Walther Hinz: Islamische Maße und Gewichte, umgerechnet ins metrische System (= Handbuch der Orientalistik. 1. Abteilung, Ergänzungsband I, Heft 1). 2. Auflage. E. J. Brill, Leiden 1970.)
- Persian Historiography and Geography: Bertold Spuler on Major Works. Produced in Iran, the Caucasus, Central Asia, India and Early Ottoman Turkey. Mit einem Vorwort von Clifford Edmund Bosworth. Pustaka Nasional, Singapur 2003. (Autorisierte englische Übersetzung des deutschen Originals von Bertold Spuler: Die historische und geographische Literatur in persischer Sprache (= Handbuch der Orientalistik. 1. Abteilung, Band IV, 2. Abschnitt, Lieferung 1). E. J. Brill, Leiden/Köln 1982, S. 101–167.)